# Adolf Teuscher
Adolf Teuscher (* 8. April 1883 in Pegau; † 7. Januar 1970) war ein deutscher Pädagoge in Dresden und Dozent am Pädagogischen Institut der TH Dresden.
Teuscher begann als sächsischer Volksschullehrer, der nach einem Pädagogik- und Philosophiestudium 1911 an der Universität Leipzig promovierte. Als Anhänger der Arbeitsschule machte er sich 1926 einen Namen, als er auf der Gartenbauausstellung in Dresden einen Muster-Schulgarten vorstellte. Auch setzte er sich für den Freiluftunterricht und eine besondere Menschenkunde in der Schule ein. Teuscher lehrte am Pädagogischen Institut der TH Dresden. 1933 wurde er Mitglied der NSDAP.
Sein Grab befindet sich auf dem Friedhof Radebeul-West.

## Schriften
- Johann Heinrich Gottlieb Heusinger als Pädagoge: eine genetische Darstellung seiner Erziehungsideen, Langensalza 1911 [=Dissertation]
- Quellen zur Geschichte der Arbeitsschule, Koehler, Leipzig 1913
- Die Erziehungsanstalten des Philanthropisten Christian Karl André: ein Beitrag zur Geschichte der Mädchenerziehung, (1915)
- mit Max Müller: Die Gartenschule, ihr Wesen und ihr Werden, Leipzig 1926
- Aus der Praxis des menschenkundlichen Unterrichts: Anregungen, Versuche, Leipzig 1932
- Der Schulgarten erzieht zur Gemeinschaft, (1936)